# Mussaenda laxiflora
Mussaenda laxiflora là một loài thực vật có hoa trong họ Thiến thảo. Loài này được Hutch. mô tả khoa học đầu tiên năm 1916.